# Trachea epixanthana
Trachea epixanthana là một loài bướm đêm trong họ Noctuidae.